# Jacek Borcuch
Jacek Borcuch (ur. 17 kwietnia 1970 w Kwidzynie) – polski aktor, reżyser i scenarzysta.

## Życiorys
Studiował filozofię na Uniwersytecie Warszawskim oraz aktorstwo w Akademii Teatralnej w Warszawie i Studium Wokalno-Aktorskim przy Teatrze Muzycznym w Gdyni.
Rozpoczął karierę w 1990 r. Jako aktor, grając w Teatrze Muzycznym w Gdyni. Grał także w Teatrze Rampa w Warszawie, Operze i Operetce w Szczecinie, w spektaklach Teatru Telewizji oraz występował epizodycznie w filmach i serialach.
Jako aktor filmowy zadebiutował epizodem w 1995 r. W filmie Nic śmiesznego Marka Koterskiego. W 1999 r. Zagrał jedną z głównych ról w filmie Dług Krzysztofa Krauzego oraz zadebiutował jako reżyser filmem Kallafiorr, w którym również wystąpił i do którego napisał scenariusz. W następnych latach wyreżyserował film Tulipany (2004) oraz zagrał w filmach m.in. (Suplement, Persona non grata) Krzysztofa Zanussiego czy (Ile waży koń trojański?) Juliusza Machulskiego.
W 2009 r. Wyreżyserował Wszystko, co kocham. Film został bardzo dobrze przyjęty przez środowisko filmowe i publiczność – był polskim kandydatem do Oscara 2011 w kategorii Najlepszy Film Nieanglojęzyczny, wygrał Złotego Klakiera i Złotego Kangura na 34. Festiwalu Polskich Filmów Fabularnych w Gdyni, Złotą Kaczkę dla najlepszego polskiego filmu o miłości, a podczas 13. ceremonii wręczenia Orłów. Borcuch został nagrodzony za najlepszy scenariusz oraz otrzymał Nagrodę Publiczności. Był to jego pierwszy film, który brał udział w Konkursie Głównym na Sundance Film Festival. Jego późniejsze filmy, Nieulotne (2013) i Słodki koniec dnia (2019), miały premierę podczas festiwalu i również zakwalifikowały się do głównego konkursu.
Wyreżyserował serial Mrok oraz kilka odcinków seriali: Samo życie, Magda M., Bez tajemnic, Prawo Agaty.
Jest członkiem zespołu Physical Love.

## Życie prywatne
Jest starszym bratem kompozytora Daniela Blooma. W latach 2004–2012 był mężem aktorki Ilony Ostrowskiej, z którą ma córkę Miłosławę (ur. 2006).

## Filmografia
| Źródła: FilmPolski.pl, Filmosfera.pl - 1991: Żołnierz królowej Madagaskaru – podróżny - 1995: Nic śmiesznego – młody mężczyzna (w napisach nazwisko: Boreuch) - 1995: Gracze – policjant, podwładny Kramera - 1996: Tajemnica Sagali – listonosz Karol (odc. 8, 10, 12) - 1996: Film - 1996: Ekstradycja 2 – dziennikarz na konferencji prasowej Halskiego (odc. 9) - 1997: Złotopolscy – chłopak w pubie (odc. 3) - 1997: Sposób na Alcybiadesa – Heniek, brat Zasępy (odc. 2) - 1997: Ksiądz Marek - 1997: Dom – mężczyzna w hotelowej restauracji w Poznaniu (odc. 18) - 1998: Biały Kruk – młody Erwin - 1998: Gosia i Małgosia – Jean-Louis - 1998: Ekstradycja 3 – dziennikarz (odc. 1, 5, 9) - 1999–2000: Na dobre i na złe – Daniel Stolarski - 1999: Kallafiorr – Blum - 1999: Dług – Stefan Kowalczyk - 2000: Srebrny deszcz – młody Anusewicz - 2000: Córka konsula - 2002: Suplement – uczestnik imprezy u Karola - 2002: Sesja kastingowa – głos, dyskutant w studio tv - 2004: W dół kolorowym wzgórzem – Bernard, nowy właściciel gospodarstwa Ryśka - 2004: Czwarta władza – Marcin Wirski, dziennikarz „Żbliżeń” - 2005: Persona non grata – Roman - 2005: Kryminalni – Tomasz Pawlicki, mąż Anny (odc. 18) - 2006: Samotność w sieci – Jacek, przyjaciel Jakuba - 2006: Samotność w sieci (serial) – Jacek, przyjaciel Jakuba - 2008: Ile waży koń trojański? – reżyser Wizy na 48 godzin - 2025: Wzgórze psów – Jacek, naczelny „Krajowej” (odc. 3 i 5) | - 1995: Śpiąca królewna (1959) – książę Filip Źródła: Filmpolski.pl, Filmosfera.pl - 1999: Kallafiorr - 2004: Tulipany - 2004–2005: Samo życie - 2005: Magda M. - 2006: Mrok - 2009: Wszystko, co kocham - 2011-2012: Bez tajemnic - 2012: Nieulotne - 2012–2015: Prawo Agaty - 2018: Słodki koniec dnia - 2020: Dzisiaj są moje urodziny - 2022: Warszawianka - 2025: Wzgórze psów Źródła: Filmpolski.pl, Filmosfera.pl - 1999: Kallafiorr - 2004: Tulipany - 2009: Wszystko, co kocham - 2012: Nieulotne - 2018: Słodki koniec dnia - 2020: Dzisiaj są moje urodziny |